# Чолич, Драгутин
Драгутин Чолич (серб. Драгутин Чолић; 26 января 1907, Пожега — 1987, Белград) — сербский композитор, музыкальный критик и публицист.

## Биография
Драгутин Чолич родился в 1907 году в городе Пожега недалеко от Ужице. Первые музыкальные знания получил в белградской музыкальной школе. После окончания музыкальной школы отправился в Прагу, где учился в консерватории в классе Ярослава Кржички, Карела Болеслава Йирака и Алоиса Хабы, а также учился в Мастерской школе в классе Йозефа Сука.
Вернувшись в Белград Чолич посвятил себя музыкальной критике и преподавал теорию музыки в Музыкальной школе имени Станковича.

## Творчество
Драгутин Чолич был представителем авангардного течения в Сербской академической музыки наряду с Воиславом Вучковичем, Станойло Раичичем, Миланом Рестичем и другими.
Сербские музыковеды выделяют три основных периода творческого пути композитора.

Пражский период (1929-1932)
Во время обучения в Праге, Чолич был увлечён додекафонией. Его называли самым преданным последователем автсрийского композитора Арнольда Шёнберга.

Сочинения, написанные в данный период:
- Тема с вариациями для фортепиано (1930)
- Струнный квартет №1 (1932)
- Концертино для четвертитонового фортепиано с струнного секстета (1932)

Период стилистических перемен (1939-1961)
После обучения в Праге Чолич активно занимался музыкальной критикой и публицистикой. В своих статьях он выражал свою приверженность к современной музыке. Драгутин Чолич, как и другие сербские композиторы того времени, чувтвовал необходимость найти собственный художественный путь, поиск которого стал невозможным из-за Второй мировой войны и ограничений, наложенных "социалистическим реализмом". После завершения Второй мировой войны композитор обращался к классическим формам с тенденцией смягчения музыкального языка.
Период творческой зрелости (1961-1981)
В 1961 году Чолич оставляет "соцреалим" и вновь возвращается к экспрессионизму. Однако, это не было одностороннее возвращение. Симфонический триптих "Прелюдия, фуга и постлюдия" содержит в себе синтез музыкального языка "пражского" и послевоенного периодов. С одной стороны — сверхэмоциональный, динамичный экспрессионизм, отягощенный плотной симфонической тканью и массивным звучанием оркестра, а с другой — приглушенная экспрессионистская эмоциональность, которая лишь изредка прорывается на поверхность. 